# HD 18778
HD 18778，又名BD+80 97，SAO 500、HR 906，是一颗恒星，视星等为5.95，位于銀經128.14，銀緯20.05，其B1900.0坐标为赤經2h 56m 10.9s，赤緯+81° 20.05′ 2″。